# José Alfredo Castillo
José Alfredo Castillo Parada (* 2. September 1983 in Santa Cruz de la Sierra) ist ein ehemaliger bolivianischer Fußballspieler. Der Stürmer bestritt 24 Länderspiele und erzielte dabei sechs Tore für sein Heimatland.

## Karriere
Castillo begann seine Karriere 2001 bei dem bolivianischen Erstligisten Oriente Petrolero. Ein Jahr später wechselte er zu UAG Tecos nach Mexiko in die oberste mexikanischen Liga. 2001 war Castillo Welttorjäger mit 42 Toren in 39 Spielen. 2004 gab er beim Club Bolívar einen positiven Dopingtest ab und wurde suspendiert. Nach Engagements bei Rosario Central in Argentinien und CD O’Higgins in Chile spielte Castillo beim brasilianischen Atlético Mineiro aus Belo Horizonte.
Zwischen 2001 und 2011 wurde er 24-mal in die bolivianische Nationalelf berufen und schoss sechs Tore.